# Aloe bertemariae
Aloe bertemariae ist eine Pflanzenart der Gattung der Aloen in der Unterfamilie der Affodillgewächse (Asphodeloideae). Das Artepitheton bertemariae ehrt Berte Marie Ulvester, die Ehefrau des Italieners Maurizio Dioli.

## Beschreibung

### Vegetative Merkmale
Aloe bertemariae wächst stammlos, sprossend und bildet Gruppen mit bis zu vier Rosetten. Die 13 bis 15 aufrechten oder etwas zurückgebogenen, dreieckigen bis lanzettlichen, stark rinnigen Laubblätter bilden Rosetten. Bei Trockenheit werden die Blätter röhrig. Die längs gestreifte Blattspreite ist 50 bis 65 Zentimeter lang und 8 bis 9 Zentimeter breit. Sie ist auf beiden Seiten mit großen weißlich grünen Flecken besetzt. Auf der Unterseite der meisten Blätter sind drei bis fünf braune, 1 bis 2 Millimeter lange Stachelchen vorhanden. Die braunen Zähne am Blattrand sind 1 bis 2 Millimeter lang und stehen 15 bis 25 Millimeter voneinander entfernt. Der dunkelgelbe Blattsaft ist trocken braun.

### Blütenstände und Blüten
Der einfache Blütenstand erreicht eine Länge von 1 bis 2 Meter. Die ziemlich dichten, zylindrisch-konischen Trauben sind 50 bis 80 Zentimeter lang. Die dreieckig spitz zulaufenden, abgebogenen Brakteen weisen eine Länge von 9 bis 12 Millimeter auf, sind 3 bis 4 Millimeter breit und besitzen zahlreiche braune Adern. Die zylindrischen, dreikantigen, dunkel korallenroten Blüten sind an der Mündung weißlich. Sie sind 26 bis 28 Millimeter lang und stehen an 4 bis 7 Millimeter lange Blütenstielen. Oberhalb des Fruchtknotens sind die winzig flaumhaarigen Blüten leicht eingeschnürt. Ihre äußeren Perigonblätter sind auf einer Länge von etwa 9 Millimetern nicht miteinander verwachsen. Die Staubblätter und der Griffel ragen nicht aus der Blüte heraus.

## Systematik und Verbreitung
Aloe bertemariae ist in Äthiopien im Harerge-Gebiet auf sandigem Lehmboden im Akazien-Wald in Höhen von 300 bis 400 Metern verbreitet. Die Art ist nur von der Typusaufsammlung bekannt.
Die Erstbeschreibung durch Sebsebe Demissew und Maurizio Dioli wurde im Jahr 2000 veröffentlicht.

## Nachweise